# Talaja
Talaja (en guyaratí: તળાજા ) es una ciudad de la India en el distrito de Bhavnagar, estado de Guyarat.

## Geografía
Se encuentra a una altitud de 22 m s. n. m. a 250 km de la capital estatal, Gandhinagar, en la zona horaria UTC +5:30.

## Demografía
Según estimación 2011 contaba con una población de 35 134 habitantes.